# Моррісвілл (округ Бакс, Пенсільванія)
Моррісвілл (англ. Morrisville) — місто (англ. borough) в США, в окрузі Бакс штату Пенсільванія. Населення — 9809 осіб (2020).

## Географія
Моррісвілл розташований за координатами 40°12′28″ пн. ш. 74°46′49″ зх. д. / 40.20778° пн. ш. 74.78028° зх. д. (40.207644, -74.780269).  За даними Бюро перепису населення США в 2010 році місто мало площу 5,11 км², з яких 4,53 км² — суходіл та 0,58 км² — водойми.

### Клімат
| Клімат : Моррісвілл     | Клімат : Моррісвілл | Клімат : Моррісвілл | Клімат : Моррісвілл | Клімат : Моррісвілл | Клімат : Моррісвілл | Клімат : Моррісвілл | Клімат : Моррісвілл | Клімат : Моррісвілл | Клімат : Моррісвілл | Клімат : Моррісвілл | Клімат : Моррісвілл | Клімат : Моррісвілл | Клімат : Моррісвілл |
| Показник                | Січ.                | Лют.                | Бер.                | Квіт.               | Трав.               | Черв.               | Лип.                | Серп.               | Вер.                | Жовт.               | Лист.               | Груд.               | Рік                 |
| Абсолютний максимум, °C | 22,1                | 25,5                | 31,0                | 34,8                | 35,3                | 36,1                | 39,6                | 38,1                | 36,8                | 31,8                | 27,3                | 24,5                | 39,6                |
| Середній максимум, °C   | 4,6                 | 6,3                 | 10,8                | 17,6                | 22,8                | 28,0                | 30,3                | 29,4                | 25,5                | 19,3                | 13,2                | 7,1                 | 17,9                |
| Середня температура, °C | −0,1                | 1,4                 | 5,4                 | 11,4                | 16,6                | 21,9                | 24,4                | 23,6                | 19,6                | 13,2                | 7,9                 | 2,5                 | 12,3                |
| Середній мінімум, °C    | −4,7                | −3,6                | 0,1                 | 5,2                 | 10,3                | 15,7                | 18,5                | 17,8                | 13,6                | 7,1                 | 2,6                 | −2,1                | 6,8                 |
| Абсолютний мінімум, °C  | −23,5               | −19,1               | −15,3               | −7,8                | 0,4                 | 5,1                 | 8,5                 | 5,7                 | 2,3                 | −3,9                | −11,3               | −17,5               | −23,5               |
| Норма опадів, мм        | 90                  | 71                  | 110                 | 101                 | 104                 | 112                 | 135                 | 107                 | 111                 | 94                  | 90                  | 103                 | 1226                |
| Вологість повітря, %    | 65.4                | 61.7                | 57.8                | 57.0                | 62.1                | 66.1                | 66.2                | 68.6                | 69.8                | 68.8                | 66.9                | 66.8                | 64.8                |
| ----------------------- | ------------------- | ------------------- | ------------------- | ------------------- | ------------------- | ------------------- | ------------------- | ------------------- | ------------------- | ------------------- | ------------------- | ------------------- | ------------------- |
| Джерело: PRISM          |                     |                     |                     |                     |                     |                     |                     |                     |                     |                     |                     |                     |                     |

## Демографія
Згідно з переписом 2010 року, у селищі мешкало 8728 осіб у 3653 домогосподарствах у складі 2250 родин. Густота населення становила 1708 осіб/км².  Було 3902 помешкання (764/км²).
Расовий склад населення:
| - 75,7 % — білих - 15,4 % — чорних або афроамериканців - 2,0 % — азіатів - 0,3 % — корінних американців - 3,8 % — осіб інших рас |

До двох чи більше рас належало 2,7 %. Частка іспаномовних становила 10,2 % від усіх жителів.
За віковим діапазоном населення розподілялося таким чином: 21,5 % — особи молодші 18 років, 66,7 % — особи у віці 18—64 років, 11,8 % — особи у віці 65 років та старші. Медіана віку мешканця становила 38,4 року. На 100 осіб жіночої статі у селищі припадало 94,6 чоловіків;  на 100 жінок у віці від 18 років та старших — 93,7 чоловіків також старших 18 років.
Середній дохід на одне домашнє господарство  становив 81 396 доларів США (медіана — 61 615), а середній дохід на одну сім'ю — 97 634 долари (медіана — 71 472). Медіана доходів становила 51 343 долари для чоловіків та 44 515 доларів для жінок. За межею бідності перебувало 7,0 % осіб, у тому числі 7,0 % дітей у віці до 18 років та 6,7 % осіб у віці 65 років та старших.
Цивільне працевлаштоване населення становило 4346 осіб. Основні галузі зайнятості: освіта, охорона здоров'я та соціальна допомога — 25,4 %, науковці, спеціалісти, менеджери — 14,4 %, роздрібна торгівля — 11,5 %, виробництво — 9,1 %.